# 長谷川憲司
長谷川 憲司（はせがわ けんじ、1974年9月10日 - ）は三井物産の社員で、元日本テレビアナウンサー。埼玉県春日部市出身。

## 来歴・人物
埼玉県立春日部高等学校、早稲田大学商学部（海上保険専攻）卒業。
1997年、日本テレビ入社。報道特捜プロジェクト、NNNきょうの出来事、NNNニュースプラス1などの主要報道番組のキャスターを歴任。また、Jリーグ、セリエA、FIFAクラブワールドカップ、NFL スーパーボウル（2004年、2005年）、MotoGP・ロードレース世界選手権、陸上競技などの実況を担当した。ボクシングでは、日本武道館においてWBC世界バンタム級王者・長谷川穂積が、タイのウィラポン・ナコンルアンプロモーションからベルトを奪取する勝負を実況している。2006年夏をもって退職、南カリフォルニア大学（USC）へMBA留学。現在、三井物産に勤務。
日テレアナウンサー時代の座右の銘は、「知的な野蛮人になれ」。

## 担当番組
- 報道特捜プロジェクト（メインキャスター）
- さきどり!Navi（メインキャスター）
- ズームイン!!SUPER（ニュース担当）
- NNNニュースプラス1（サブキャスター＆エンタメコーナー）
- NNNきょうの出来事（サブキャスター）
- シドニーオリンピック （日本テレビ現地キャスター）
- ご存じですか
- ジパングあさ6
- メレンゲの気持ち
- TVおじゃマンボウ
- マジカル頭脳パワー!!
- スポーツ中継（サッカー、ボクシング、NFL、MotoGPほか）
- 回路 (映画)

## 同期入社
- 馬場典子（フリー）
- 河本香織（PR局宣伝部へ異動）
- 蛯原哲
- 菅谷大介